# Dangai no ketto
Dangai no ketto è un film del 1961 diretto da Kōzō Saeki.
Uscito in Giappone il 27 giugno del 1961, annovera nel cast attori come Yosuke Natsuki, Kumi Mizuno e Tatsuya Mihashi. Non è mai distribuito in Italia